# 山姆與戴夫
山姆與戴夫（英語：Sam & Dave）是活躍於1961年至1981年的美國合唱組合，由男高音歌手山姆·摩爾（1935年–2025年）和男中音歌手戴夫·普拉特（1937年–1988年）組成。
山姆與戴夫被認為是1960年代最棒的現場演出藝人之一，兩人充滿活力、堅實而灌注福音音樂精神的演出，讓他們獲得了「雙重炸藥」（"Double Dynamite"）、「汗水之王」（"The Sultans of Sweat"）、「火爆二人組」（"The Dynamic Duo"）等稱號。許多後來的音樂人皆表示受到他們的影響，如布魯斯·史普林斯汀、艾爾·格林、湯姆·佩蒂、菲爾·柯林斯、麥可·傑克森、艾維斯·卡斯提洛、The Jam、泰迪·潘德葛萊斯、比利·喬和史蒂夫·温伍德。1980年代藍調與R&B復興藝人藍調兄弟的第一首熱銷歌曲正是翻唱自山姆與戴夫的〈Soul Man〉，藍調兄弟的演出與舞台表演也借鏡了山姆與戴夫不少。
山姆與戴夫可說是最成功的靈魂樂二人組，並通過他們的對唱歌曲將黑人福音教會的聲響帶入流行音樂。從1965年到1968年，兩人在田纳西州曼非斯的斯塔克斯唱片中錄製歌曲，其中包括〈Soul Man〉、〈Hold On, I'm Comin'〉、〈You Don't Know Like I Know〉、〈I Thank You〉、〈When Something is Wrong with My Baby〉、〈Wrap It Up〉、以及其他許多南方靈魂樂的經典歌曲。除了艾瑞莎·弗蘭克林以外，沒有靈魂樂藝人在這段期間內和山姆與戴夫一樣能穩定地在R&B榜上屢創佳績，包括連續有十首歌曲進入前二十名，和連續三張專輯進入榜單前十名。他們的跨界影響力（連續十三首歌出現在流行音樂榜中，其中兩首還進入前十名）增加了靈魂樂在白人聽眾間的接受度，而他們的歌曲〈Soul Man〉也是黑人音樂組合第一首使用「soul」一字的流行音樂榜冠軍單曲。
山姆與戴夫先後入選摇滚名人堂、聲樂團體名人堂、曼非斯音樂名人堂和節奏藍調音樂名人堂。他們也以〈Soul Man〉贏得了一座葛萊美獎並入選其名作堂，2019年時組合獲頒葛萊美終身成就獎。《滾石雜誌》將山姆與戴夫名列為「史上二十大音樂雙人組」中的第十四名。

## 作品列表
錄音室專輯
- 《Hold On, I'm Comin'（英语：Hold On, I'm Comin' (song)）》（1966年4月1日）
- 《Double Dynamite》（1966年12月10日）
- 《Soul Men（英语：Soul Men (album)）》（1967年10月26日）
- 《I Thank You》（1968年10月25日）
- 《Back At 'Cha!》（1975年5月3日）

## 外部連結
- 山姆·摩爾的個人官網 （页面存档备份，存于）